# Tapas

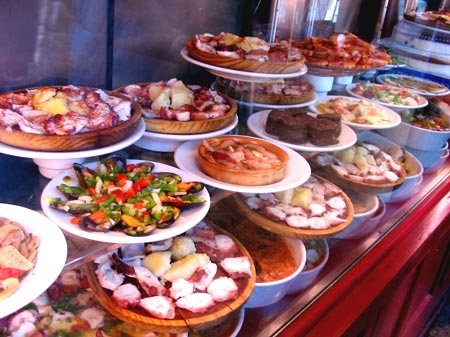
Tapas w madryckiej restauracji

Tapas (z hiszp. tapa – przykrywka, wieczko) – niewielkie przekąski podawane zazwyczaj do napojów w barach Hiszpanii. Mogą być podawane na ciepło lub na zimno i przyjmować różne formy – od prostych przekąsek po bardziej skomplikowane dania. Przyrządza się je z rozmaitych składników: warzyw, mięs, owoców morza, jajek itp. W Kraju Basków tapas nazywane są pintxos (od wbitych w przekąski wykałaczek). 
Tapas można jeść przy stoliku lub na stojąco przy barze. Spożywa się je zazwyczaj z alkoholem (np. czerwonym winem, sherry lub piwem). Jada się je najczęściej wczesnym wieczorem, czasem odwiedzając po kolei kilka barów z tapas. W niektórych barach istnieje zwyczaj zrzucania na wysypaną trocinami podłogę serwetek, które zostają po zjedzonych przekąskach. 
W niektórych barach, szczególnie na północy Hiszpanii, po zjedzeniu tapas, należy pokazać obsłudze patyczki czy wykałaczki, które były wbite w przekąski lub talerzyki, na których znajdowało się jedzenie; na podstawie ich liczby ustalany jest rachunek. 
Pochodzenie tapas wiąże się z tym, że Andaluzyjczycy pijąc wino, szklankę przykrywali plasterkiem suchej kiełbasy, aby chronić ją przed muchami. Z czasem zaczęto dodawać cienką kromkę chleba z różnymi dodatkami.
Do najbardziej znanych tapas należą:
- banderilla - pikle nadziewane na wykałaczkę,
- fuet – katalońska kiełbasa
- montadito de jamón serrano – mała kanapka z szynką
- mariscos – owoce morza
- oliwki
- oreja – ucho wołowe smażone we fryturze
- patatas bravas – ziemniaki smażone w głębokim oleju
- tortilla española – omlet z jajek i smażonych ziemniaków